# U-Bahnhof Fraunhoferstraße
Der U-Bahnhof Fraunhoferstraße ist ein Bahnhof der Linien U1 und U2 der U-Bahn München. Seit dem 12. Dezember 2011 hält außerdem die Verstärkungslinie U7, die nur in der Hauptverkehrszeit fährt. Er liegt im Stadtteil Isarvorstadt, direkt unter der namensgebenden Fraunhoferstraße. Der Bahnhof verläuft in nordwestlicher bzw. südöstlicher Richtung mit Ausgängen zur Klenzestraße sowie zur Baaderstraße. Der südliche Ausgang liegt unweit der über der Isar verlaufenden Reichenbachbrücke.
Der Bahnhof wurde am 18. Oktober 1980 eröffnet. Wegen der Nähe zur Isar wurde der Bahnhof im Schildvortrieb in zwei Einzelröhren aufgefahren. Diese sind im Bahnhofsbereich miteinander verbunden, weshalb der Bahnhof durch dicke Säulen geprägt wird, die mit kleinen, gelben Mosaikfliesen verkleidet sind.
Am U-Bahnhof besteht Anschluss an die Trambahnlinien 18 und N27.

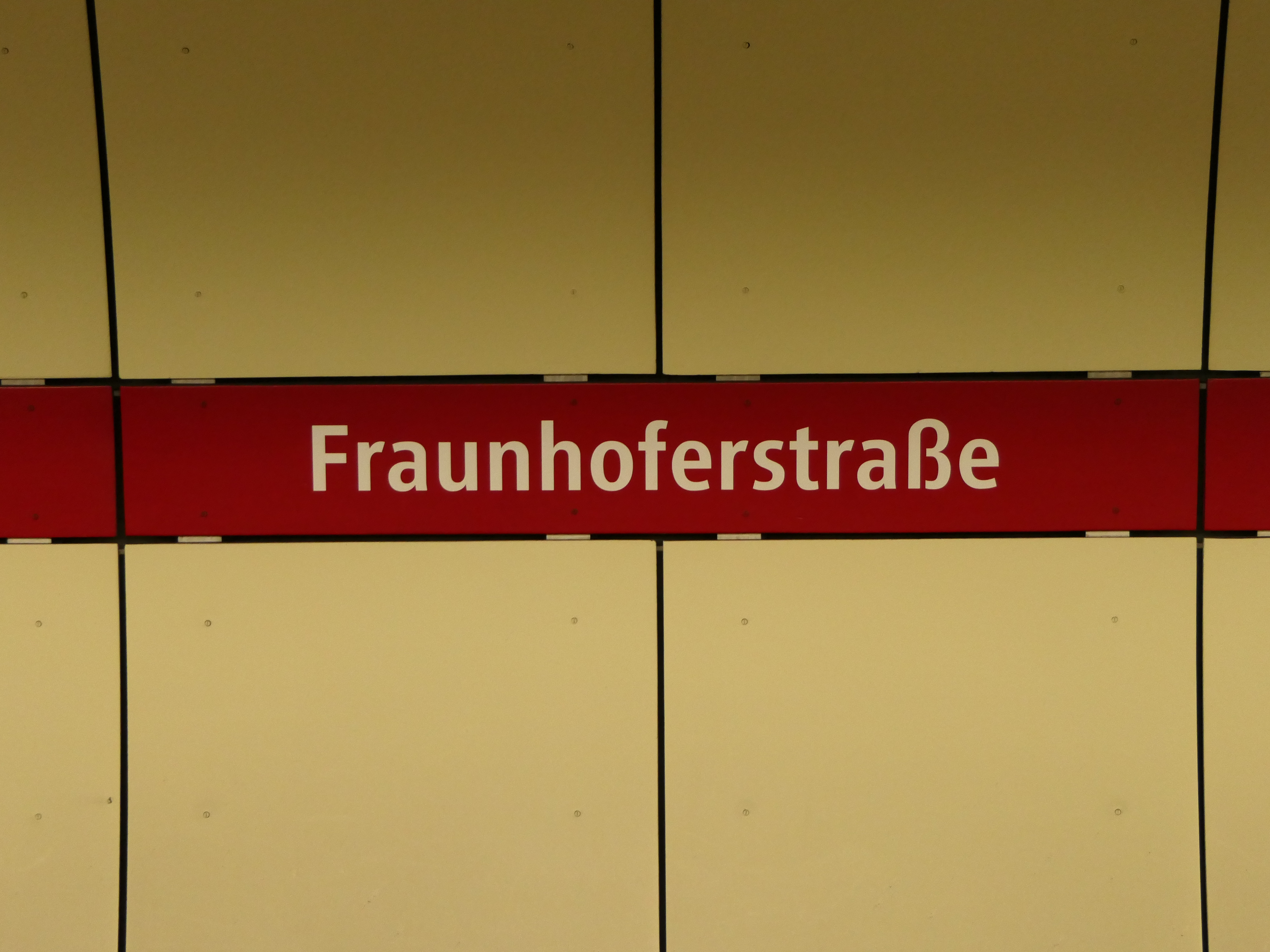
Stationsname an den Bahnsteigwänden
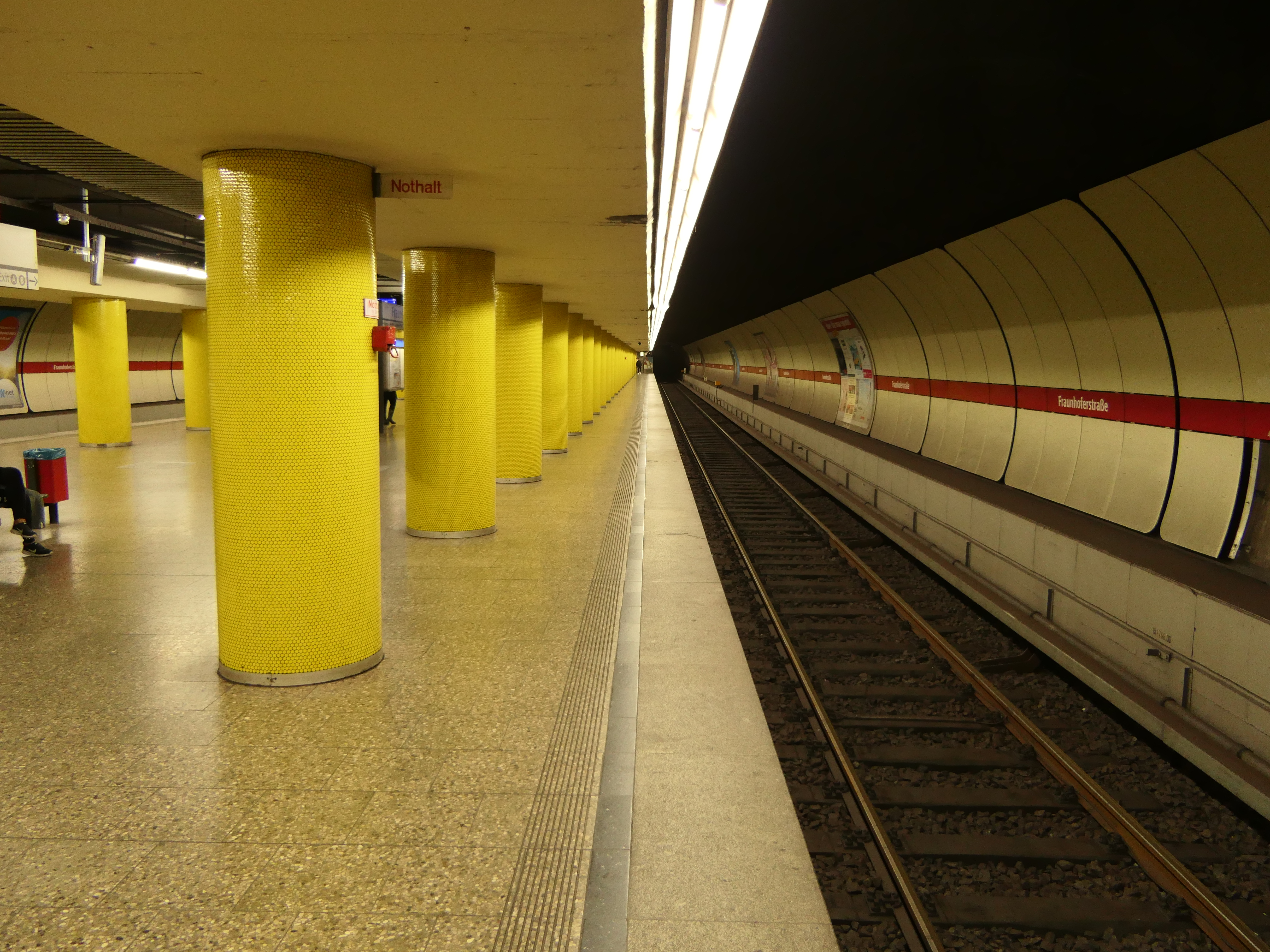
Bahnsteigebene (Gleis 1)
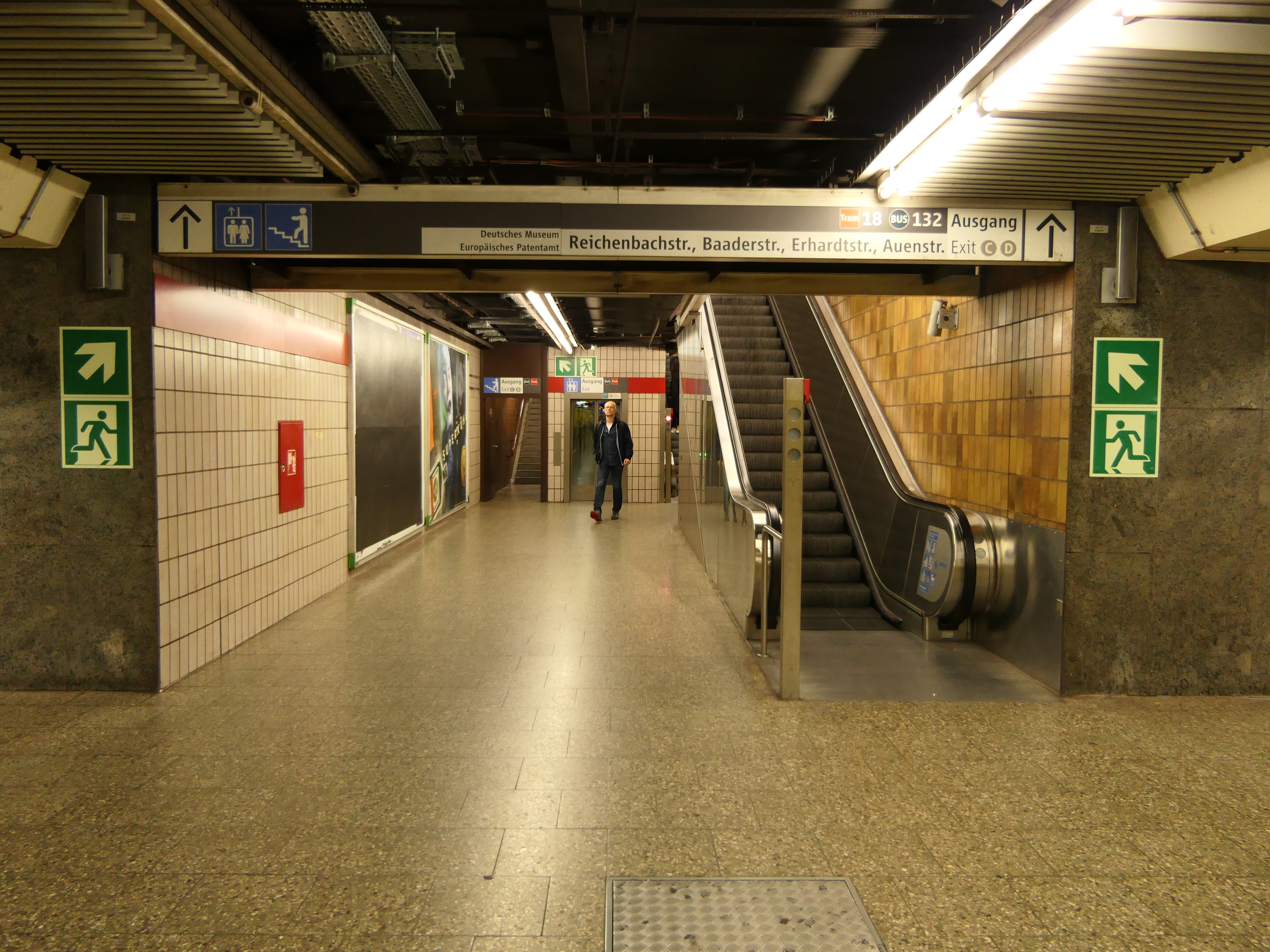
Aufgang und Lift von der Bahnsteigebene zum Verteilergeschoss
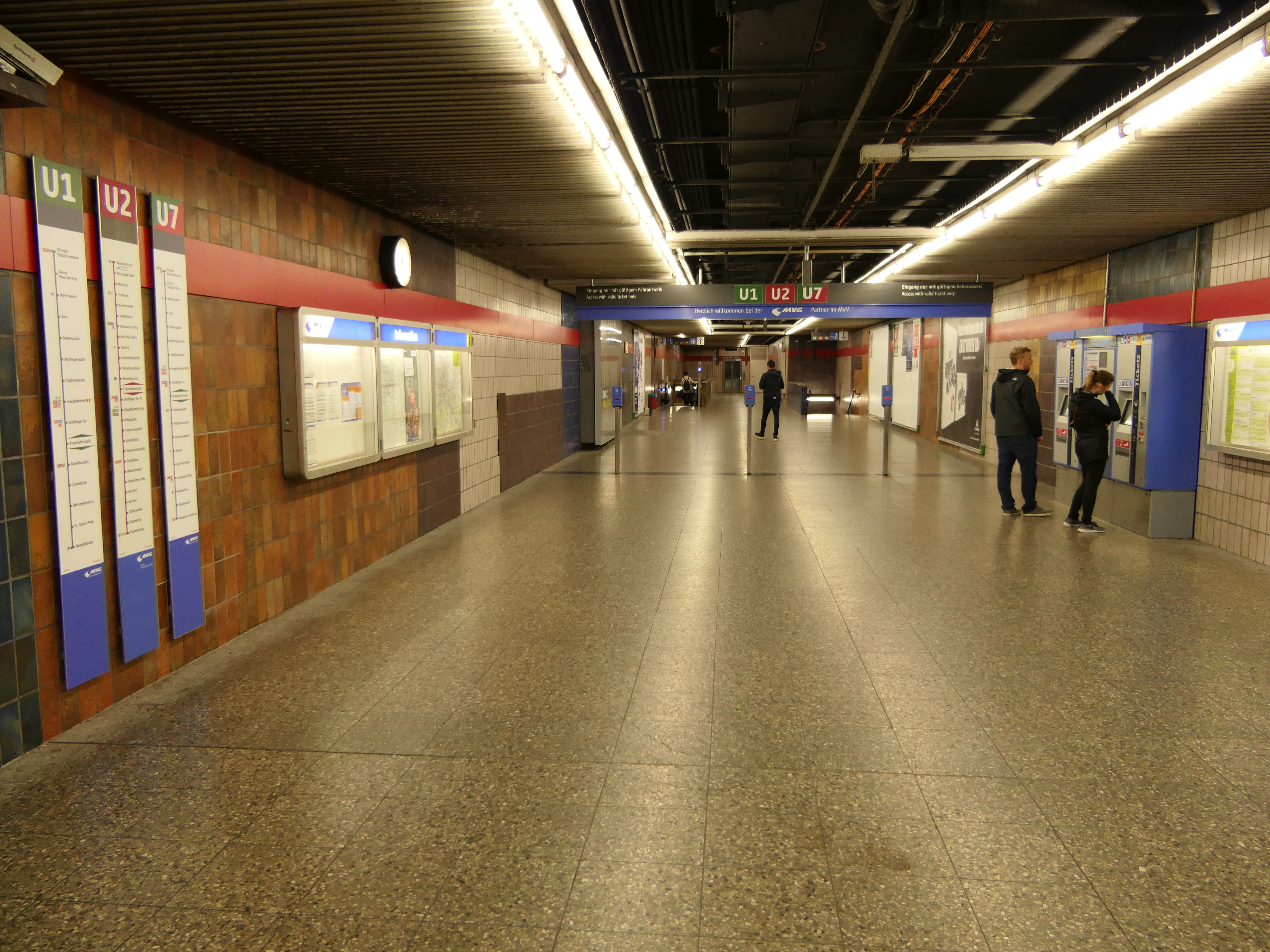
Verteilergeschoss
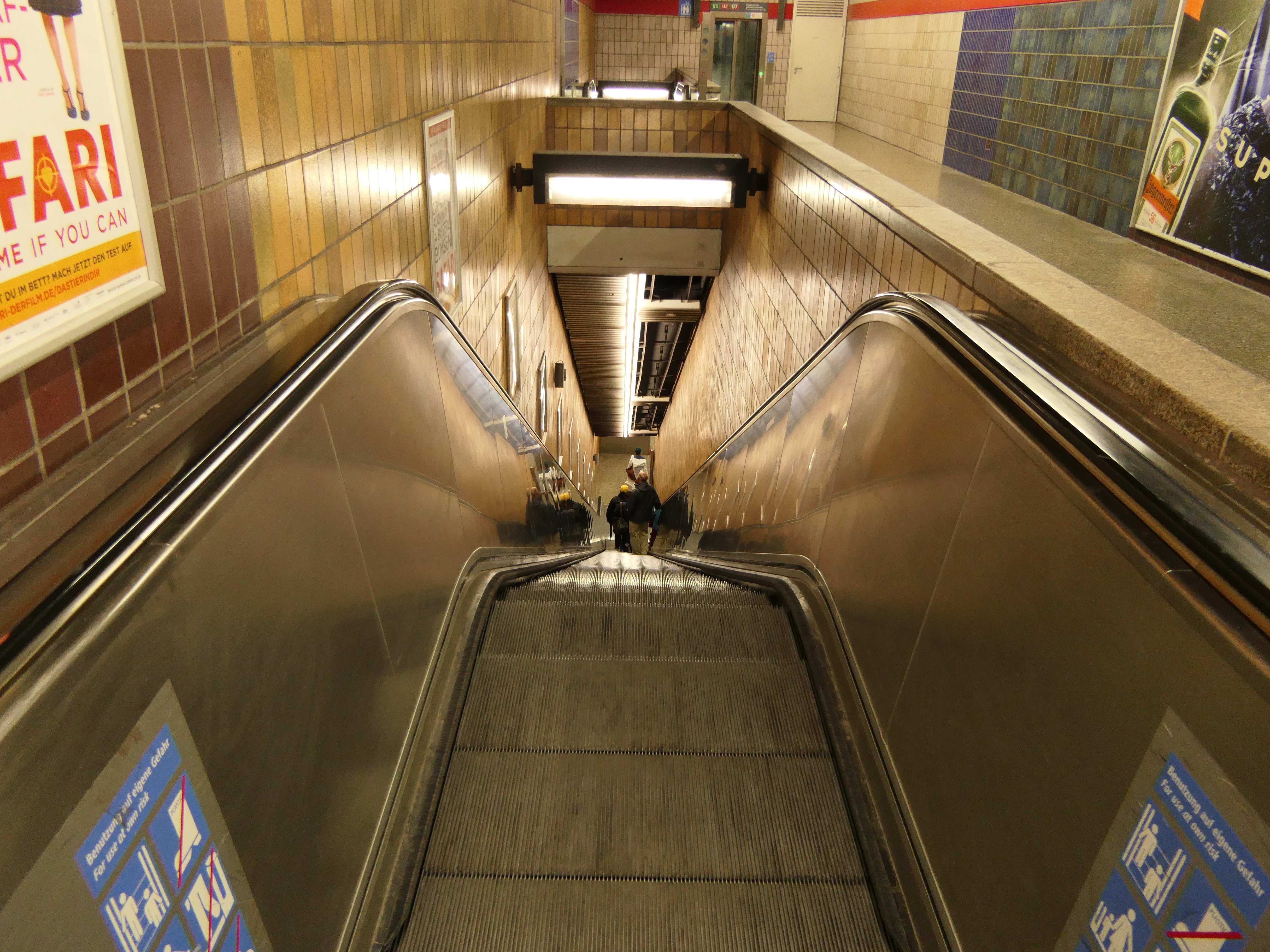
Fahrtreppe vom Verteilergeschoss zur Bahnsteigebene
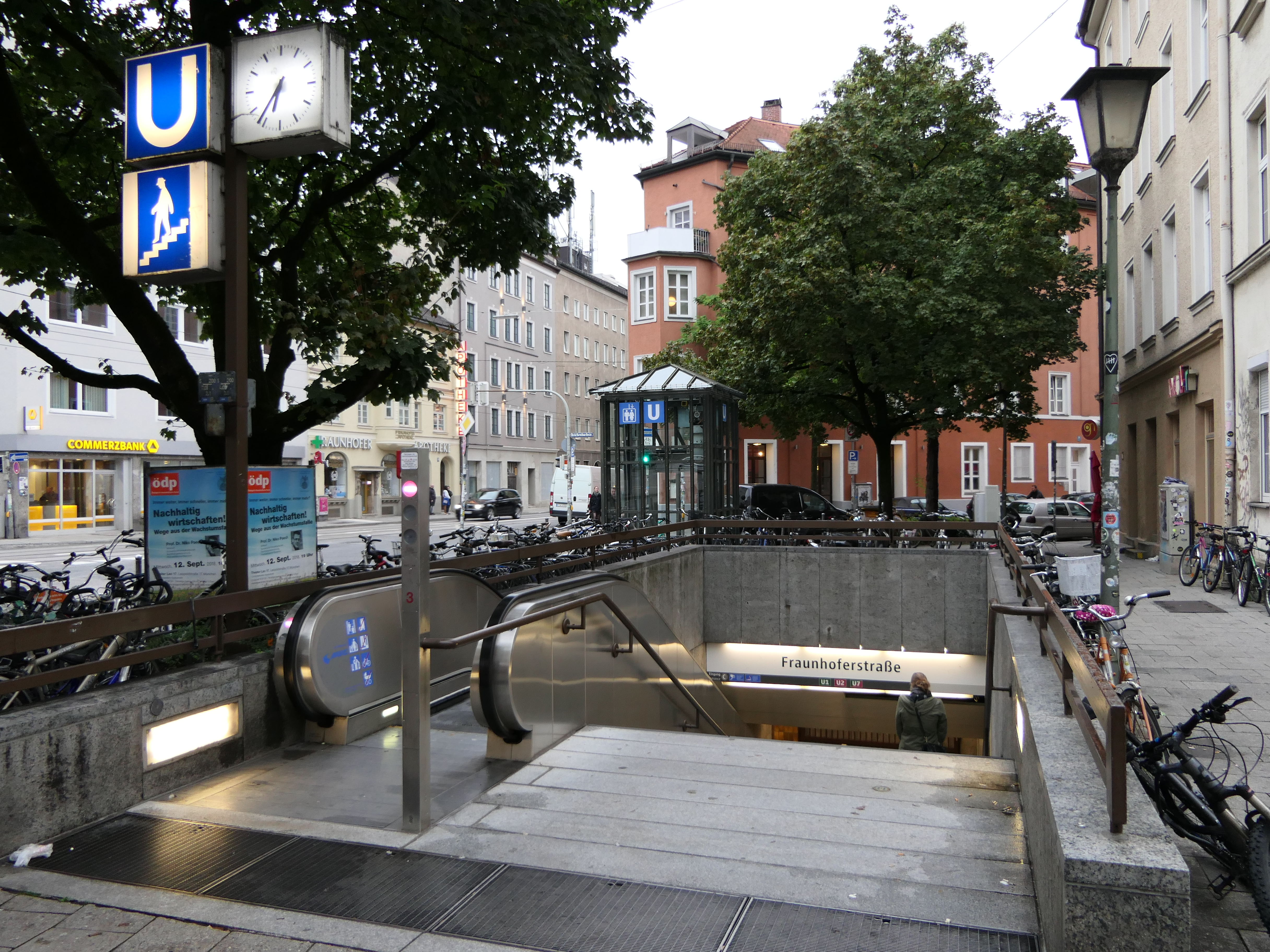
Zugang an der Oberfläche

| Linie | Linienverlauf |
| ----- | --- |
| U1    | Olympia-Einkaufszentrum – (625 m) – Georg-Brauchle-Ring – (788 m) – Westfriedhof – (830 m) – Gern – (1007 m) – Rotkreuzplatz – (1102 m) – Maillingerstraße – (878 m) – Stiglmaierplatz – (1071 m) – Hauptbahnhof – (905 m) – Sendlinger Tor – (746 m) – Fraunhoferstraße – (1116 m) – Kolumbusplatz – (898 m) – Candidplatz – (692 m) – Wettersteinplatz – (585 m) – St.-Quirin-Platz – (923 m) – Mangfallplatz |
| U2    | Feldmoching – (1065 m) – Hasenbergl – (631 m) – Dülferstraße – (1112 m) – Harthof – (962 m) – Am Hart – (1010 m) – Frankfurter Ring – (657 m) – Milbertshofen – (1094 m) – Scheidplatz – (1103 m) – Hohenzollernplatz – (756 m) – Josephsplatz – (513 m) – Theresienstraße – (730 m) – Königsplatz – (583 m) – Hauptbahnhof – (905 m) – Sendlinger Tor – (746 m) – Fraunhoferstraße – (1116 m) – Kolumbusplatz – (711 m) – Silberhornstraße – (553 m) – Untersbergstraße – (654 m) – Giesing – (1280 m) – Karl-Preis-Platz – (868 m) – Innsbrucker Ring – (1576 m) – Josephsburg – (978 m) – Kreillerstraße – (1207 m) – Trudering – (959 m) – Moosfeld – (1683 m) – Messestadt West – (925 m) – Messestadt Ost |
| U7    | Olympia-Einkaufszentrum – (625 m) – Georg-Brauchle-Ring – (788 m) – Westfriedhof – (830 m) – Gern – (1007 m) – Rotkreuzplatz – (1102 m) – Maillingerstraße – (878 m) – Stiglmaierplatz – (1071 m) – Hauptbahnhof – (905 m) – Sendlinger Tor – (746 m) – Fraunhoferstraße – (1116 m) – Kolumbusplatz – (711 m) – Silberhornstraße – (553 m) – Untersbergstraße – (654 m) – Giesing – (1280 m) – Karl-Preis-Platz – (868 m) – Innsbrucker Ring – (982 m) – Michaelibad – (1708 m) – Quiddestraße – (778 m) – Neuperlach Zentrum |
| U8    | nur samstags: Olympiazentrum – (944 m) – Petuelring – (832 m) – Scheidplatz – (1103 m) – Hohenzollernplatz – (756 m) – Josephsplatz – (513 m) – Theresienstraße – (730 m) – Königsplatz – (583 m) – Hauptbahnhof – (905 m) – Sendlinger Tor – (746 m) – Fraunhoferstraße – (1116 m) – Kolumbusplatz – (711 m) – Silberhornstraße – (553 m) – Untersbergstraße – (654 m) – Giesing – (1280 m) – Karl-Preis-Platz – (868 m) – Innsbrucker Ring – (982 m) – Michaelibad – (1708 m) – Quiddestraße – (778 m) – Neuperlach Zentrum |